# NLA
NLA  — агентство по охране авторских прав прессы Великобритании. Агентство осуществляет коллективное управление авторскими правами от имени своих членов и лицензиями компаний, таких как служба мониторинга СМИ.

Логотип NLA

## История
NLA была основана в 1996 году восемью британскими национальными издателями газет:
- Associated Newspapers
- «Файнэншл Таймс»
- «Гардиан Медиа Групп»
- Независимые Новости & СМИ
- Northern and Shell
- News International
- «Дейли Телеграф»
- Trinity Mirror

NLA обеспечивает доступ национальным и региональным газетам к произведениям, охраняемых авторским правом. В 2009 году NLA предоставила доступ к лицензированным копиям газетных вырезок из более 1400 наименований материалов, собранным от более чем 8300 лицензиатов, представляющих более 150 000 организаций.
В 2006 году NLA запустила eClips — онлайн-базу данных газетных вырезок. В 2008 году запустила программу ClipSearch, которая позволяет любому искать и извлекать оригинальные статьи их газет со всей Великобритании. Статьи в базе данных появляются через 72 часа после публикации. В 2009 году NLA представила доступ к газетным материалам школам по всей Великобритании. NLA также поддерживает различные фонды, который предоставляют стипендии для студентов.
NLA предоставляет лицензии Великобритании и международным агентствам по мониторингу средств массовой информации, которые поставляют для клиентов контент в бумажном и цифровом формате.
Агентство по мониторингу СМИ может выбрать один или несколько лицензий NLA в зависимости от необходимых требований. Основной формой лицензии является лицензия бумажная, которая разрешает проводить ксерокопирование газеты для предоставления клиентам информации в форме пресс — пакетов. Электронная лицензия позволяет сканировать и хранить (до 28 дней) контент. Лицензии Базы данных позволяет подключаться, осуществлять поиск и доставку электронного контента клиентам через базу данных Eclips NLA в интерактивную базу данных газетных статей. Eclips лицензиаты получают контент в формате XML.

## Тяжбы
В 2010 году NLA ввели лицензии, охватывающие услуги медиа-мониторинга. Большинство агентств по медиа-мониторингу записались на новые NLA веб-лицензии за исключением Meltwater Group, которая утверждала ненужность лицензий для просмотра интернет контента и совместно с торговой ассоциацией по связям с общественностью Public Relations Consultants Association (PRCA) сослалась на решения Copyright Tribunal. Дело рассматривалось в суде.
В мае 2010 года NLA подал иск в суд, а 26 ноября суд вынес решение в пользу NLA. Дело было обжаловано в апелляционном суде Великобритании в июне 2011 года. Суд оставил в силе решение предыдущего суда.
Однако это решение было отменено в Верховном Суде Великобритании в 2013 году.. Такое решение обосновывалось тем, что по мнению суда, не было просмотра агентствами авторских работ. 5 июня 2014 года суд Европейского Союза в Люксембурге вынес решение в пользу PRCA[ и постановил, что поиск и просмотр статей в интернете не требует разрешения от владельца авторских прав.

## Примечание
1. ↑  High Court rules against Meltwater and PRCA Архивировано 30 ноября 2010 года. Communicate magazine, November 2010
2. ↑  Архивированная копия. Дата обращения: 7 марта 2016. Архивировано из оригинала 8 марта 2016 года.
3. ↑  EU Court Of Justice delivers landmark judgment in favour of PRCA/Meltwater against NLA. Дата обращения: 7 марта 2016. Архивировано 8 сентября 2014 года.